# Santiago el Menor
Santiago el Menor (en griego: Ἰάκωβος, romanizado: Iakōbos; en hebreo: יעקב בן חלפי‎, romanizado: Ya'akov ben Halfay) o Santiago, hijo de Alfeo, para distinguirlo del otro apóstol del mismo nombre (Santiago el Mayor o Santiago, hijo de Zebedeo), fue uno de los doce apóstoles de Jesucristo. Era hijo de Cleofás o Alfeo y de María de Cleofás, y hermano de Judas Tadeo y de otro José.
En latín eclesiástico se le denominaba Sanctus Iacobus, literalmente "San Jacobo", compuesto que devino en Sant Iaco y Sant Iague (o Yagüe) para culminar como Sant Iago.

## Identidad
En el Nuevo Testamento existen varias personas con el nombre Santiago. Santiago el Menor es mencionado en el mismo en unas cuatro ocasiones, donde se le hace alusión en conexión con su madre María (tradicionalmente identificada con María de Cleofás) y su hermano José, siendo solo en Marcos donde se le menciona como el Menor. Como evidentemente se ha considerado que Santiago, hijo de Alfeo, es denominado allí como "el Menor" para distinguirlo del otro apóstol Santiago, hijo de Zebedeo, este segundo ha sido llamado el Mayor (quizás porque era más alto) para mantener dicha distinción.
Mateo dice que hay dos apóstoles llamados Santiago:

Los nombres de los doce apóstoles son estos: primero Simón, llamado Pedro, y Andrés su hermano; Santiago hijo de Zebedeo y Juan su hermano; Felipe, Bartolomé, Tomás, Mateo el publicano, Santiago hijo de Alfeo, Lebeo, por sobrenombre Tadeo, Simón el cananita y Judas Iscariote, el que también le entregó.
Mateo 10:2-4

Lucas confirma lo mismo, el primero sería llamado Santiago el Mayor y el segundo Santiago el Menor.

Simón, a quien también llamó Pedro, y a Andrés su hermano, Santiago y Juan, Felipe y Bartolomé, Mateo y Tomás, Santiago hijo de Alfeo, Simón al que llamaban el Zelote, Judas hermano de Santiago y Judas Iscariote, que llegó a ser traidor.
Lucas 6, 14-16

De acuerdo con la tradición católica, Santiago el Menor sería el mismo "Santiago, el hermano del Señor" que se entrevistó con Pablo; el Santiago mencionado en la Carta a los Gálatas como una de las "columnas de la Iglesia"; el que tomó la palabra durante el Concilio de Jerusalén, evidentemente un líder de la comunidad, al que Pedro había mandado anunciar su liberación; quien quedó a cargo de la Iglesia de dicha ciudad cuando la dispersión de los apóstoles por el mundo y fue su primer obispo; el Santiago a quien Judas menciona como su hermano al inicio de su carta; y el autor de la Carta de Santiago. 
Santiago, hermano de Jesús es considerado por la doctrina católica como el primo de Jesús, mientras la Iglesia ortodoxa lo considera como hijo de José de un matrimonio anterior. Otros afirman que se trata de personas diferentes, como sucede con la doctrina protestante. 

¿No es éste el carpintero, el hijo de María, hermano de Santiago, de José, de Judas y de Simón? ¿No están también aquí con nosotros sus hermanas? Y se escandalizaban de él.
Marcos 6:3

Cabe recordar que en la sociedad del lugar, de naturaleza tribal y patriarcal, el término "hermano" cubría un amplio número de parientes cercanos, y no necesariamente implicaba el ser "hermano de sangre", es decir, hijo de los mismos padres. 

### Identificación con Santiago, hijo de Alfeo

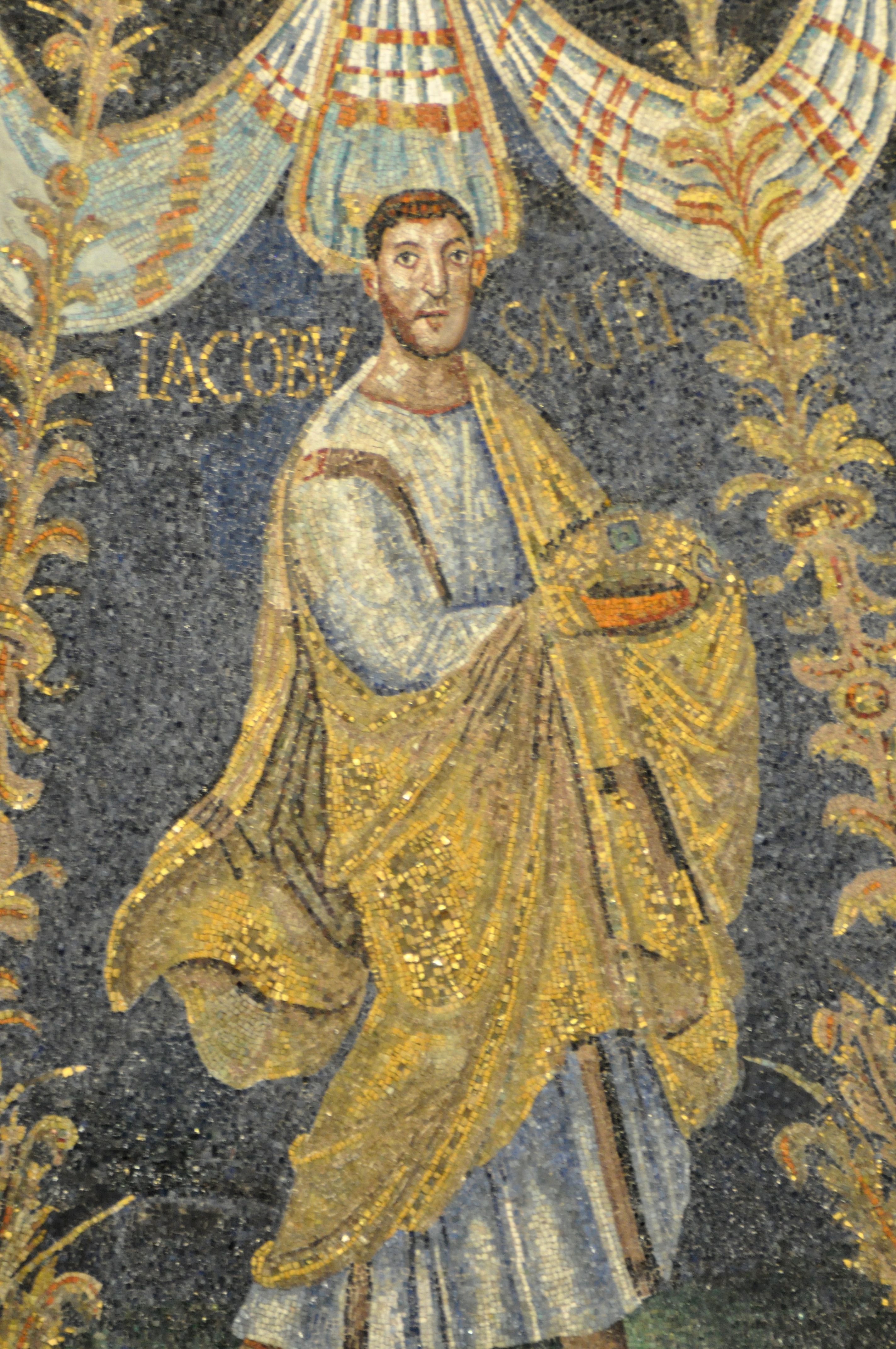
Mosaico bizantino que muestra a un apóstol llamado "Iacobus Auh..."

Jerónimo identificó a Santiago el Menor, con Santiago hijo de Alfeo, escribiendo en su obra titulada La virginidad perpetua de la bienaventurada María lo siguiente:

Nadie duda que había dos apóstoles de nombre Santiago, Santiago el hijo de Zebedeo y Santiago el hijo de Alfeo. ¿Usted pretende que el comparativamente menos conocido Santiago el menor, quien es llamado el hijo de María, pero no de María la madre de nuestro Señor, es un apóstol, o no lo es? Si él es un apóstol, entonces debe ser el hijo de Alfeo y un creyente en Jesús. (...) La única conclusión es que la María que es descrita como la madre de Santiago el menor era la esposa de Alfeo y la hermana de María, la madre del Señor, aquella que es llamada por Juan el Evangelista “María de Cleofás”
Jerónimo

Por lo tanto, Santiago, hijo de Alfeo, sería el mismo que Santiago el Menor.

### Posible identidad con Santiago, hermano del Señor
Santiago el Menor también podría ser identificado con Santiago, el hermano de Jesús (Santiago el Justo). Para esta identificación generalmente se ha recurrido al texto de la Carta a los Gálatas, donde San Pablo afirmó que tras subir a Jerusalén para conocer a Pedro que no vio «a ningún otro apóstol sino a Santiago, el Hermano del Señor», dando así a entender que Santiago el Justo era un apóstol. El que se agrupen siempre juntos a Santiago, Judas o Tadeo y Simón, detrás de los otros apóstoles (exceptuado Judas Iscariote) en las listas de apóstoles de los sinópticos parece que da alguna probabilidad al punto de vista de que ellos eran los hermanos de Jesús, pues parece indicar alguna clase de conexión entre los tres. También se ha señalado que el que los “hermanos” de Cristo estaban entre los apóstoles está implicado en la Primera Carta a los Corintios: «No tenemos derecho a llevar con nosotros una mujer cristiana como los demás apóstoles y los hermanos del Señor y Cefas?». La mención de Cefas al final indica que S. Pablo, después de hablar de los apóstoles en general, llama la atención sobre los más prominentes: los "hermanos” del Señor y Cefas.
Jerónimo sostuvo que Santiago "el hermano del Señor" es el mismo que Santiago el Menor, relatando en su obra llamada De Viris Illustribus que Santiago "el hermano del Señor" es el mismo que el apóstol Santiago, hijo de Alfeo; a quien él ya había identificado con Santiago el Menor:

Santiago, quien es llamado hermano del Señor, apodado el Justo, hijo de José de otra esposa, como algunos piensan, pero, como a mí me parece, el hijo de María, la hermana de la madre nuestro Señor, María de Cleofás, de quien Juan hace mención en su libro (Juan 19:25)
Jerónimo, De Viris Illustribus

Otra posible referencia a la identificación entre ambos se encuentra en una obra adscrita a San Hipólito de Roma denominada Sobre los Doce Apóstoles de Cristo, cuya autenticidad sin embargo se considera como dudosa. La referencia del Pseudo-Hipólito dice:

Y Santiago, hijo de Alfeo, cuando predicaba en Jerusalén, fue apedreado hasta morir por los judíos, y fue enterrado allí junto al templo.
De Santiago el Justo ha llegado también registrada la misma causa de muerte; de ambos se dice que fueron apedreados por judíos. Esto podría incrementar la probabilidad de su identificación con Santiago, hijo de Alfeo.

### Posible hermano de Mateo
Alfeo es también el nombre del padre del publicano Leví mencionado por Marcos. En el Evangelio según San Mateo el publicano aparece como Mateo, lo que ha llevado a algunos a concluir que Santiago y Mateo podrían haber sido hermanos. Esta visión es la comúnmente seguida por los ortodoxos. No obstante, en la tradición católica normalmente se cree que hay dos hombres llamados Alfeo: uno padre de Santiago (identificado con Cleofás) y otro, padre de Mateo. De las cuatro veces que Santiago, hijo de Alfeo, se menciona directamente en la Biblia (cada vez en la lista de los apóstoles), la única relación familiar declarada es que su padre es Alfeo. En dos listas de los apóstoles, los otros Santiago y Juan figuran como hermanos y su padre es Zebedeo.

## Variantes del nombre
Puede existir cierta confusión de nombres según la Biblia que se lea en el idioma español. Algunas Biblias, entre ellas la Reina Valera, usa la palabra Jacobo en lugar de la palabra Santiago. Ambas palabras son variantes del idioma español del nombre propio Ya'akov (en hebreo: יַעֲקֹב). Por tanto, "Santiago el Menor" es lo mismo que "Jacobo el menor"; y "Santiago, hijo de Alfeo" es lo mismo que "Jacobo, hijo de Alfeo".

## Veneración
- La Iglesia católica, a partir del año 1960, celebra la fiesta de Santiago el Menor el 3 de mayo junto con Felipe el Apóstol. Previamente, su festividad era el 31 de mayo y más anteriormente el 10 de mayo.
- En la tradición de la Iglesia ortodoxa se distinguen dos santos, Santiago, el hermano del Señor, que se festeja el 25 de octubre, y Santiago el Menor, cuya fiesta es el 9 de octubre.
- Es también venerado por las Iglesias ortodoxas orientales.

| Predecesor: - | Obispo de Jerusalén 33-62 | Sucesor: Simeón I |

## Citas bíblicas
1. ↑  Marcos 15:40
2. ↑  Mateo 27:56, Marcos 15:40, Lucas 24:10, Marcos 16:1.
3. ↑  Marcos 15:40
4. ↑  Judas 1:1
5. ↑  Gálatas 1:19
6. ↑  Mateo 10:4-5; Marcos 3:18; Lucas 6:16; Hechos 1:13
7. ↑  1 Corintios 9:5
8. ↑  Marcos 2:14
9. ↑  Mateo 9:9
10. ↑  Mateo 10:2–3, Marcos 3:16–19, Lucas 6:11–16, Hechos 1:13.